# Sejp

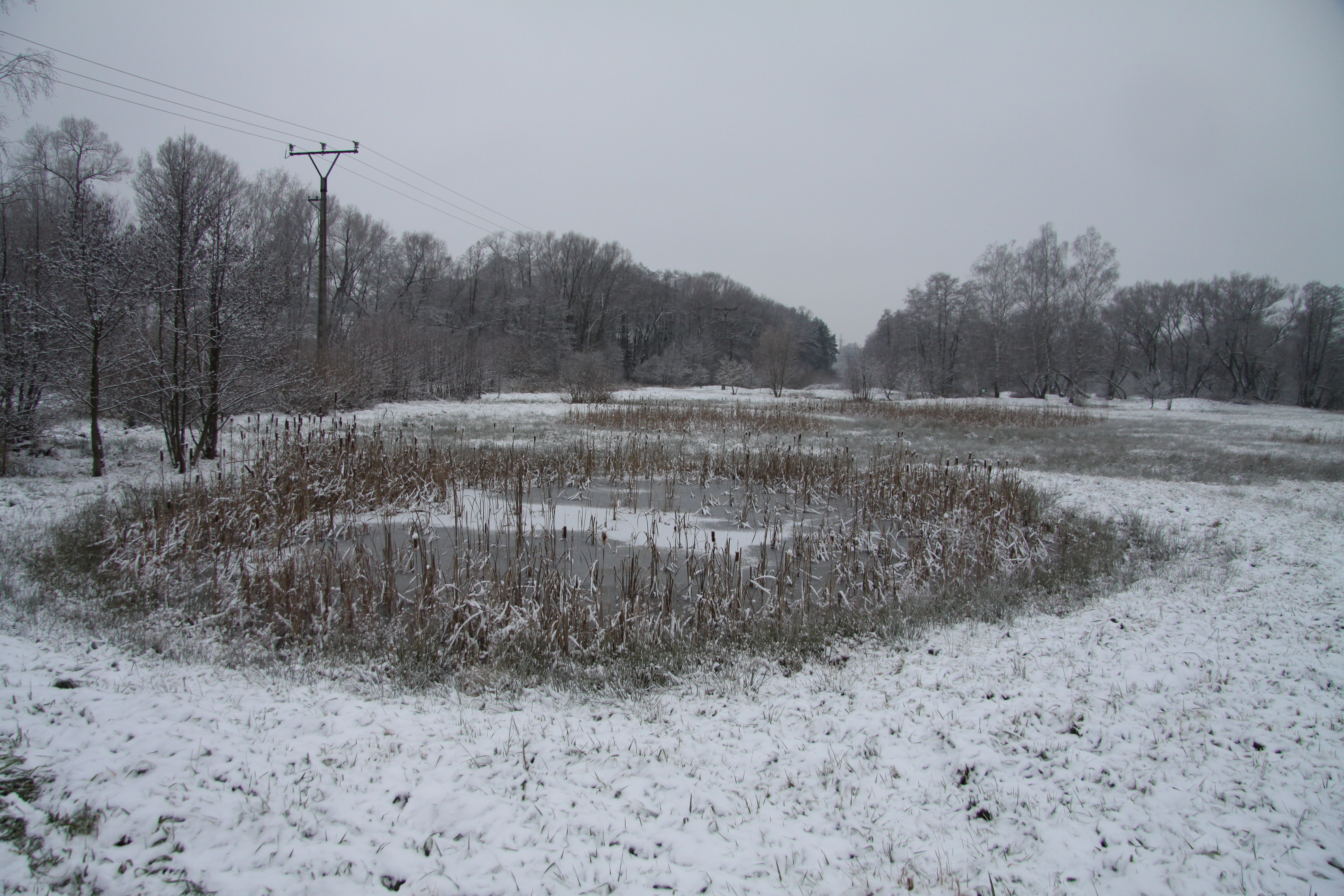
Tůně u Hajské jako pozůstatek dřívější těžby zlata – sejpy

Sejp (též sejf, hrůbě, odval) je drobný kopcovitý útvar hlušiny (štěrku, písku) vysoký zpravidla 1–2 metry (vzácně přes 5 metrů) vzniklý během rýžování drahých kovů, zejména zlata nebo drahokamů. Sejpy tvoří charakteristické „kopečky“, které neodpovídají rázu okolní krajiny.[zdroj?]

## Historie
Jako pozůstatky lidské činnosti v pravěku a středověku jsou sejpy taky v pozornosti archeologů. Převážná většina sejpů vznikla ve středověku, ale archeologický průzkum ukázal, že v Česku rýžovali lidé (pravděpodobně Keltové) na Otavě již v době halštatské (750–450 př. n. l.).

## Výskyt
V závislosti na charakteru těžby se sejpy nacházejí podél vodních toků, nebo ve volné krajině a obsahují buď říční usazeniny nebo jiné horniny. Vyskytují se vesměs hromadně a vytvářejí tzv. sejpová pole nebo sejpoviště.

### Výskyt ve světě
Ze světových rýžovišť jsou známy výskyty na Aljašce (Klondike), v Kalifornii (Sacramento) a podél řek na východní Sibiři.

### Výskyt v Česku
V Česku se sejpy vyskytují zejména podél řeky Otavy a jejích přítoků (kolem 50 lokalit), zejména Volyňky a Blanice. Nejzachovalejší sejpy jsou na Hamerském potoce v okolí Horské Kvildy. Dále se vyskytují v okolí Zlatých Hor, na Jihlavsku, na Českokrumlovsku a v Krušných horách (např. v okolí Ryžovny u Božího Daru). Více než dvě třetiny původního rozsahu rýžovišť v Česku byly zlikvidovány pozdějšími úpravami terénu.

## Ekologický a kulturní význam
Sušší prostředí vyvýšenin, mezi kterými se v prohlubních drží voda, přispívá, stejně jako bohatství a pestrost minerálních látek z náplavů, k specifickému složení vegetace (včetně vstavačovitých rostlin). V tůňkách je známa vzácná vodní a bahenní květena (vachta trojlistá, bublinatka aj.). Pestrost květeny vedla i k pestrému složení drobné zvířeny.
Historický a archeologický průzkum pomáhá díky nálezům různých předmětů objasnit způsob života a práce tehdejších obyvatel.